# Perenethis simoni
Perenethis simoni is een spinnensoort in de taxonomische indeling van de kraamwebspinnen (Pisauridae).
Het dier behoort tot het geslacht Perenethis. De wetenschappelijke naam van de soort werd voor het eerst geldig gepubliceerd in 1916 door Roger de Lessert.